# Ex-Robin des Bois
Pistes de Dure Limite
Jour contre jour Le chat
Ex-Robin des Bois est une chanson du groupe Téléphone. C'est le 4e titre de l'album Dure Limite paru en 1982.

## Histoire
Nous sommes en mai 1981, pour la première fois dans la Ve République française, un président socialiste François Mitterrand est élu, signifiant le changement tant attendu par ses électeurs. Mais très vite la désillusion s'installe chez ses électeurs. Pendant ce temps là, pendant que le groupe retourne en studio pour enregistrer leur nouvel album, Jean-Louis Aubert décide de raconter cette désillusion socialiste en faisant une satire politique avec le personnage de Roger sous les traits de Robin des Bois, le « voleur » (le militant socialiste) qui « luttait contre le shérif de Nottingham » (c'est-à-dire le pouvoir politique sous Valéry Giscard d'Estaing) en attendant l'arrivée du Roi Richard (ici, François Mitterrand), sous une version modifiée et actualisée avec une fin différente, puisque Roger est finalement déçu de la politique de son « roi » et « passe ses soirées devant sa télé ».

## Enregistrement
Ce morceau a été enregistré en même temps que le reste de l'album (produit par Bob Ezrin) à Toronto en mars et avril 1982. Ce morceau est composé de 4 couplets avec refrains chanté par Jean-Louis Aubert avec les chœurs de Louis et Corine, sauf le 3e qui est en fait un solo de guitare de Louis.